# Isla Sistina
La isla Sistina está ubicada en la laguna del Monte, que forma parte del complejo lacustre Las Encadenadas, en las cercanías de la ciudad de Guaminí, en la provincia de Buenos Aires, Argentina.
En realidad, el nombre de la isla siempre fue isla Grande de la laguna del Monte (en contraposición a la isla Chica, que en algunos momentos de crecidas de la laguna casi desaparece y no está habitada). El nombre Sistina es mucho más reciente, fruto del nombre otorgado a la casa construida en la isla por una de las últimas propietarias, que la llamó Sistina. 